# José Botella Andrés
José Botella Andrés (Elche, 1837 - Valencia, 1889) fue un político español, diputado a Cortes durante el reinado de Isabel II de  y durante la restauración borbónica. 

## Biografía
De joven trabajó en la sucursal del Banco de España en Valencia, cuando era gerente José Campo Pérez, dirigente del Partido Moderado, que lo introdujo en la política. En 1865 fue regidor y teniente de alcalde de Valencia y en 1867 fue elegido diputado a las Cortes Españolas por el distrito de La Bañeza (provincia de León). Desde su escaño apoyó la política antiprogresista de Luis González Bravo.
A raíz de la revolución de 1868 se convirtió en un enconado partidario de la restauración borbónica en la persona de Alfonso XII, participando activamente en el golpe de Estado en Sagunto por el general Arsenio Martínez-Campos Antón. En 1875 fue designado diputado provincial de Valencia y en las elecciones generales españolas de 1876 fue elegido diputado del Partido Conservador por Chelva. En 1879 fue elegido senador por la provincia de Valencia, pero renunció al escaño cuando fue nombrado gobernador civil de la provincia de Valencia por Francisco Romero Robledo, cargo que repitió en 1884. Cuando Romero Robledo abandonó el Partido Conservador, Botella Andrés lo siguió, a pesar de que más tarde volvió a incorporarse a las filas de los conservadores. 